# Таламона
Таламо̀на (на италиански: Talamona, на западноломбардски: Talamùn, Таламун) е малко градче и община в Северна Италия, провинция Сондрио, регион Ломбардия. Разположено е на 258 m надморска височина. Населението на общината е 4767 души (към 2010 г.).